# Ken Ralston
Kenneth „Ken“ Ralston (* 1954) ist ein US-amerikanischer Spezialeffektkünstler.

## Leben
Ralston begann seine Karriere als Assistenzkameramann in der Trickabteilung von Industrial Light & Magic bei der Produktion von George Lucas’ Krieg der Sterne. Bei der 1980 erschienenen Fortsetzung Das Imperium schlägt zurück war er bereits zum Kameramann aufgestiegen und in der Folge wurde er zum Leiter der visuellen Effekte bei Der Drachentöter. Hierfür erhielt er 1982 seine erste Oscar-Nominierung. In den 1980er Jahren war er an einer Vielzahl an Science-Fiction-Filmen beteiligt, neben Die Rückkehr der Jedi-Ritter wirkte er an mehreren Spielfilmen aus der Star-Trek-Filmreihe und der Zurück-in-die-Zukunft-Trilogie mit.
Seinen ersten Oscar, den Special Achievement Award, erhielt er 1984 für Die Rückkehr der Jedi-Ritter, zudem wurde er mit dem BAFTA Award und dem Saturn Award ausgezeichnet. Weitere Oscars erhielt er für Cocoon, Falsches Spiel mit Roger Rabbit, Der Tod steht ihr gut und Forrest Gump. 1996 verließ er nach fast 20 Jahren ILM und wurde Präsident von Sony Pictures Imageworks.

## Filmografie (Auswahl)
| - 1977: Krieg der Sterne (Star Wars) - 1980: Das Imperium schlägt zurück (Star Wars: Episode V - The Empire Strikes Back) - 1981: Der Drachentöter (Dragonslayer) - 1982: Star Trek II: Der Zorn des Khan (Star Trek: The Wrath of Khan) - 1983: Die Rückkehr der Jedi-Ritter (Star Wars: Episode VI - Return of the Jedi) - 1984: Star Trek III: Auf der Suche nach Mr. Spock (Star Trek III: The Search for Spock) - 1985: Cocoon - 1985: Zurück in die Zukunft (Back to the Future) - 1986: Star Trek IV: Zurück in die Gegenwart (Star Trek IV: The Voyage Home) - 1988: Falsches Spiel mit Roger Rabbit (Who Framed Roger Rabbit) - 1989: Zurück in die Zukunft II (Back to the Future Part II) - 1990: Zurück in die Zukunft III (Back to the Future Part III) | - 1991: Rocketeer (The Rocketeer) - 1992: Der Tod steht ihr gut (Death Becomes Her) - 1994: Die Maske (The Mask) - 1994: Forrest Gump - 1995: Jumanji - 1997: Contact - 1998: Patch Adams - 2000: Cast Away – Verschollen (Cast Away) - 2002: Men in Black II - 2004: Der Polarexpress (The Polar Express) - 2007: Die Legende von Beowulf (Beowulf) - 2010: Alice im Wunderland (2010) (Alice in Wonderland) |

## Auszeichnungen
| - 1982: Oscar-Nominierung für Der Drachentöter - 1984: BAFTA Award für Die Rückkehr der Jedi-Ritter - 1984: Special Achievement Award für Die Rückkehr der Jedi-Ritter - 1984: Saturn Award für Die Rückkehr der Jedi-Ritter - 1986: BAFTA-Nominierung für Zurück in die Zukunft - 1986: Oscar für Cocoon - 1987: Saturn-Award-Nominierung für Star Trek IV: Zurück in die Gegenwart - 1989: BAFTA Award für Falsches Spiel mit Roger Rabbit - 1989: Oscar für Falsches Spiel mit Roger Rabbit - 1990: BAFTA Award für Zurück in die Zukunft II - 1990: Oscar-Nominierung für Zurück in die Zukunft II - 1990: Saturn Award für Falsches Spiel mit Roger Rabbit | - 1991: Saturn Award für Zurück in die Zukunft II - 1992: Saturn-Award-Nominierung für Rocketeer - 1993: BAFTA Award für Der Tod steht ihr gut - 1993: Oscar für Der Tod steht ihr gut - 1993: Saturn Award für Der Tod steht ihr gut - 1995: BAFTA Award für Forrest Gump - 1995: Oscar für Forrest Gump - 1995: Saturn-Award-Nominierung für Forrest Gump - 1998: Golden-Satellite-Award für Contact - 1998: Saturn-Award-Nominierung für Contact - 2010: Golden-Satellite-Award-Nominierung für Alice im Wunderland - 2011: Oscar-Nominierung für Alice im Wunderland |